# Andrea Solari
Andrea Solari (o anche Solario) (Milano, 1470 circa – Milano, 1524) è stato un pittore italiano.

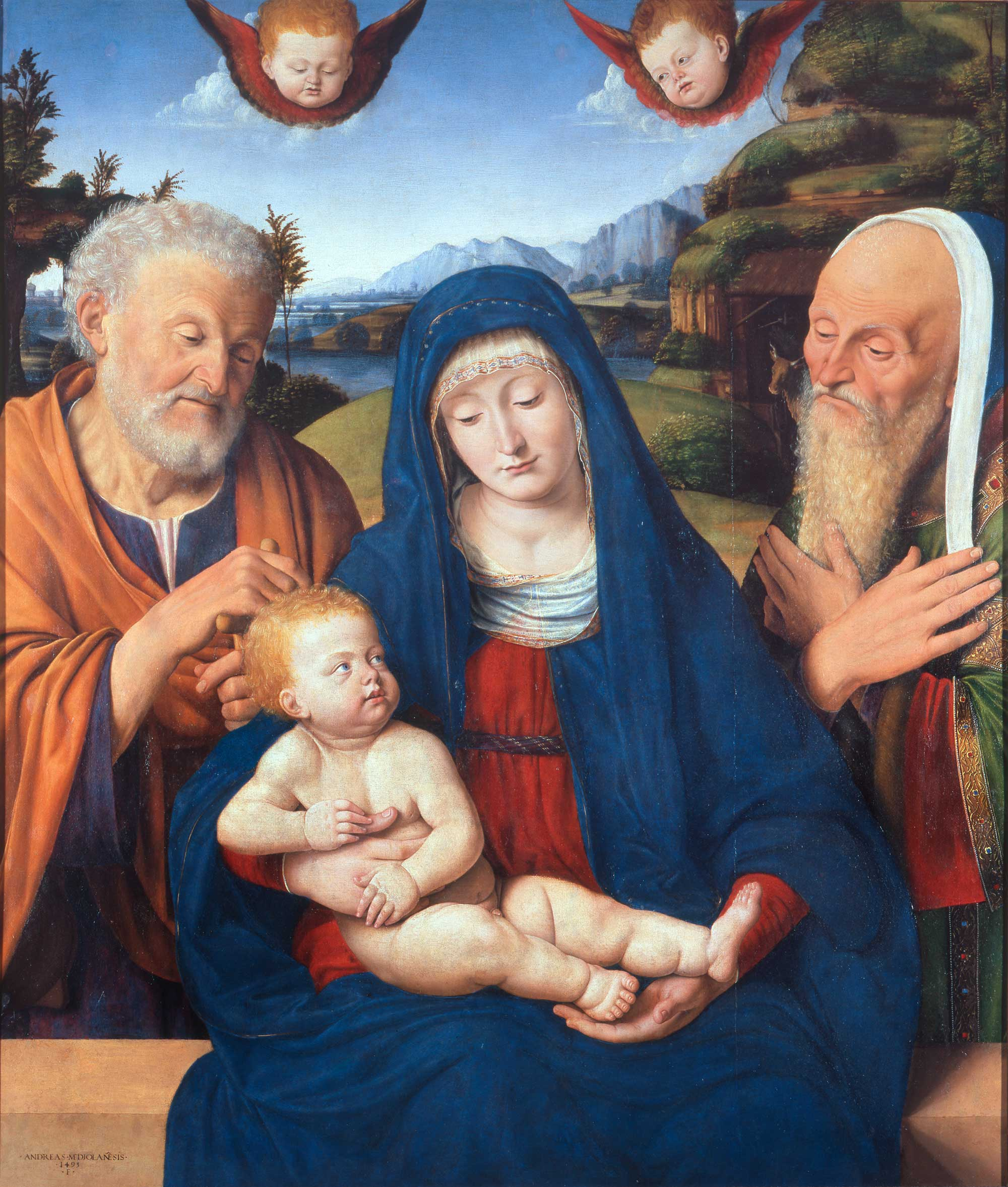
Sacra Famiglia con San Simeone, Milano, Pinacoteca di Brera, 1495

Attivo a Milano durante e dopo il soggiorno di Leonardo da Vinci, da cui fu profondamente influenzato, fu tra i maggiori interpreti del Rinascimento lombardo. Fu annoverato tra i Leonardeschi, benché, a causa del suo prolungato soggiorno a Venezia, la sua arte costituisca una originale sintesi dell'eredità di Leonardo con il colorismo veneto e l'arte fiamminga fortemente presente in laguna.

## Biografia
Era figlio di Bartolomeo (o Bertola), mastro muratore e carpentiere, appartenente alla famiglia dei Solari di Carona, prolifica famiglia di artisti cui appartenne il celebre architetto Guiniforte Solari, ingegnere ducale negli anni di Francesco Sforza. Il fratello Cristoforo fu un importante scultore, attivo nel cantiere della Certosa di Pavia. L'anno di nascita, ignoto, è generalmente collocato verso il 1470.

### Il soggiorno a Venezia
Altrettanto ignota è la formazione del pittore. La prima notizia certa è quella di un soggiorno giovanile a Venezia nel 1494,  dove si era recato al seguito del fratello scultore Cristoforo Solari detto il Gobbo. Nella città lagunare eseguì una serie di opere, tra cui una Sacra Famiglia con San Simeone (Milano, Pinacoteca di Brera) proveniente dalla chiesa di San Pietro Martire a Murano (1495 circa), recante la firma Andreas Mediolanensis. Questa costituisce la sua prima opera firmata oggi nota, ed è considerata il primo importante capolavoro dell'artista. In essa si fondono la dolcezza espressiva  derivata da Leonardo da Vinci e dai suoi seguaci lombardi, e i toni brillanti caratteristici della scuola veneziana.  A Venezia studiò le opere di Giovanni Bellini, di Perugino, di Albrecht Dürer e soprattutto di Antonello da Messina, come è evidente nei suoi ritratti di questo periodo (Ritratto d’uomo, Boston, Museum of Fine Arts; Ritratto di gentiluomo con un garofano, Londra, National Gallery). Un altro fattore determinante per il suo stile fu il naturalismo della pittura fiamminga, ben visibile nella minuta analisi dei dettagli anatomici e dei paesaggi. La Madonna dei garofani  (Milano, Pinacoteca di Brera) è la prima di una serie di dipinti raffiguranti la Vergine con il Bambino in un interno con una finestra aperta sul paesaggio, tema tipico della pittura fiamminga. In questo dipinto la posizione del bambino rimanda agli studi leonardeschi per la Madonna del gatto, mentre il volto della Vergine denota la conoscenza di Dürer. Del periodo veneziano sopravvivono anche Santa Caterina d’Alessandria e San Giovanni Battista (Milano, Museo Poldi Pezzoli), frammenti laterali di una Sacra conversazione alla veneta, datati 1498.

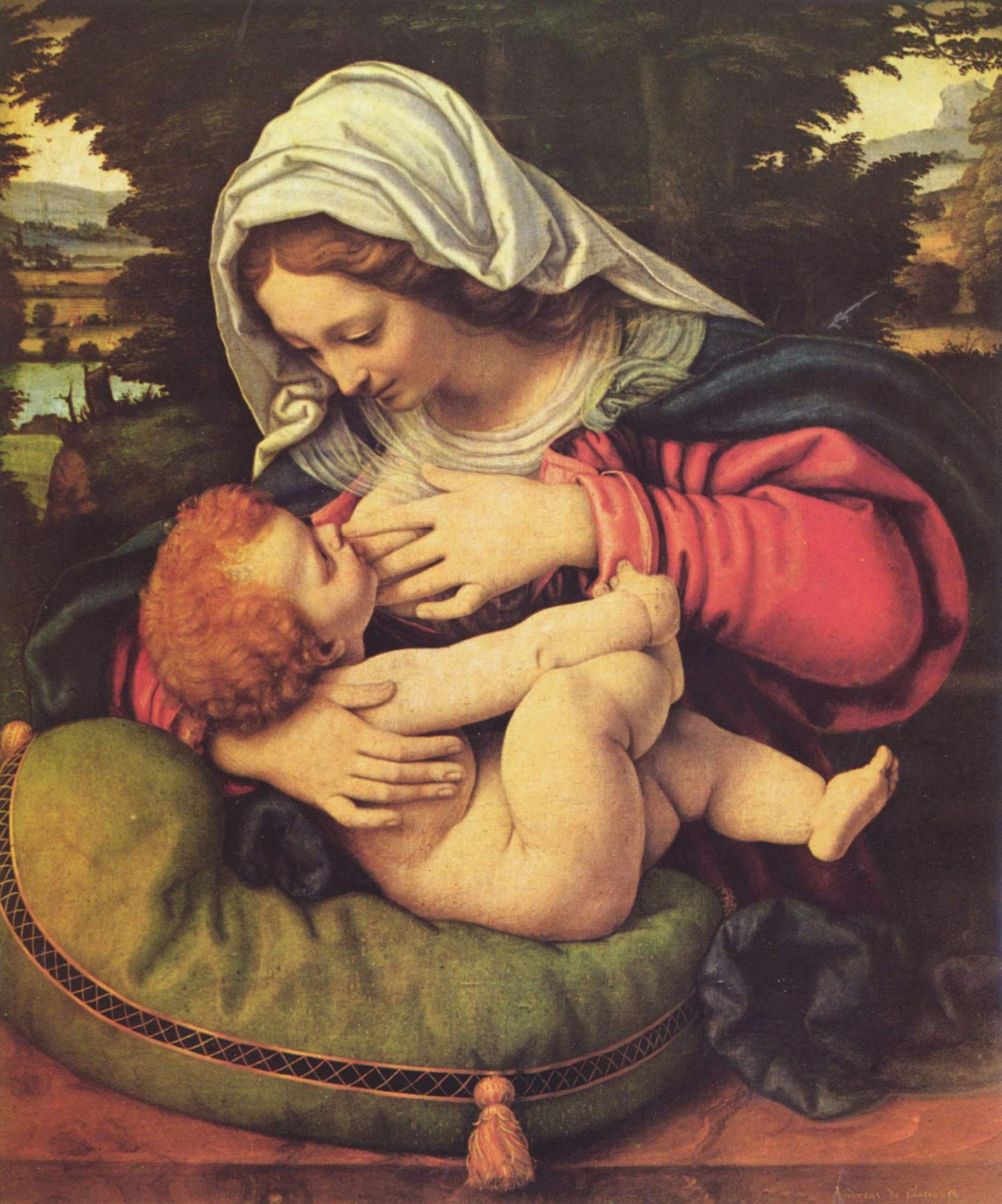
La Madonna del cuscino verde (Louvre)

### A Milano e in Francia a servizio degli Amboise
Rientrò a Milano agli inizi del XVI secolo, quando il ducato era passata sotto il controllo della Francia di Luigi XII. Fra le prime opere eseguite al rientro vi è il Cristo portacroce e un certosino (Brescia, Pinacoteca Tosio Martinengo), probabilmente per la Certosa di Pavia dove lavorava il fratello. Solario divenne uno degli artisti più richiesti dai nuovi dominatori ed in particolare del governatore Charles d'Amboise, di cui Andrea eseguì un ritratto, oggi perduto ma noto grazie ad una copia, non autografa, ma di buona qualità, esposta al museo del Louvre. La sua produzione fu prevalentemente costituita da ritratti e dipinti religiosi di piccolo formato, destinati alla devozione privata, quali Madonne col Bambino, santi ed Ecce Homo.

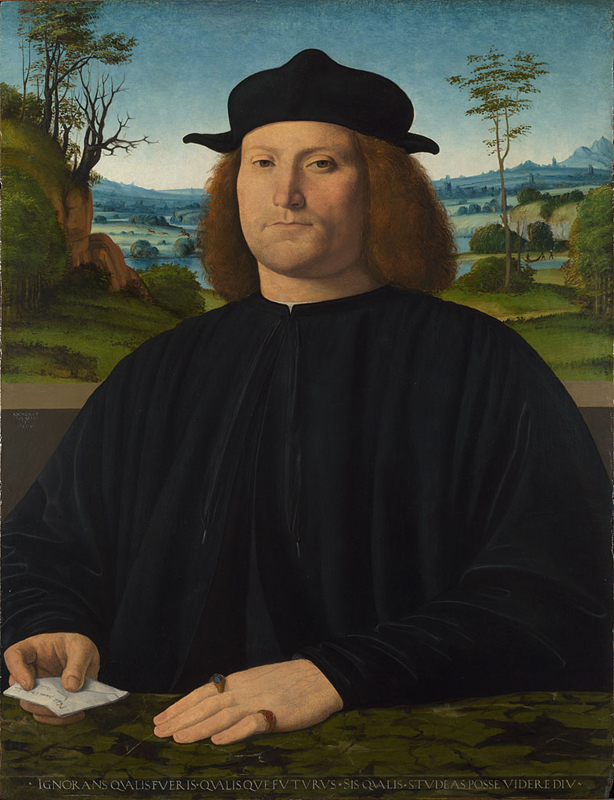
Ritratto di Gian Cristoforo Longoni (Londra, National Gallery) 1505

Risalgono a questi anni alcune opere di altissima qualità, come la Crocifissione del Louvre (ANDREAS MEDIOLANENSIS FA 1503) ed il Ritratto di Gian Cristoforo Longoni (Londra, National Gallery), opere nelle quali l'ampio paesaggio ricco di dettagli minuziosamente descritti ricorda modelli fiamminghi, come le opere di Hans Memling. L'Annunciazione del 1506 è invece una delle opere di più evidente ispirazione leonardesca, come si vede dalla posa dei personaggi e dal panneggio delle loro vesti. Non è possibile qui giudicare il paesaggio che si vede dalla finestra, interamente ridipinto nel Seicento.
Il governatore Charles era anche nipote del potente cardinale Georges d'Amboise, che nel 1507 chiamò Solario in Francia per decorare con affreschi, oggi perduti, la nuova cappella del castello di Gaillon. Il soggiorno transalpino dell'artista si prolungò verosimilmente fino al 1510; fu in quegli anni che l'artista dipinse la piccola, celeberrima Madonna del cuscino verde, oggi conservata al Louvre, così come il Compianto sul Cristo morto, in cui la posa di san Giovanni ricalca quella dell'angelo della Vergine delle Rocce, probabilmente anch'essa già in Francia.

### Il rientro a Milano
Dopo il ritorno a Milano, Solario si recò a Roma verso il 1514, per poi rientrare in patria nel 1515. Risalgono agli ultimi anni il Ritratto del cancelliere Morone (Milano, coll. Gallarati Scotti) e il Cristo benedicente a figura intera del Metropolitan Museum of Art di New York, ispirato al prototipo dipinto da Bergognone nella sala capitolare di Santa Maria della Passione a Milano.

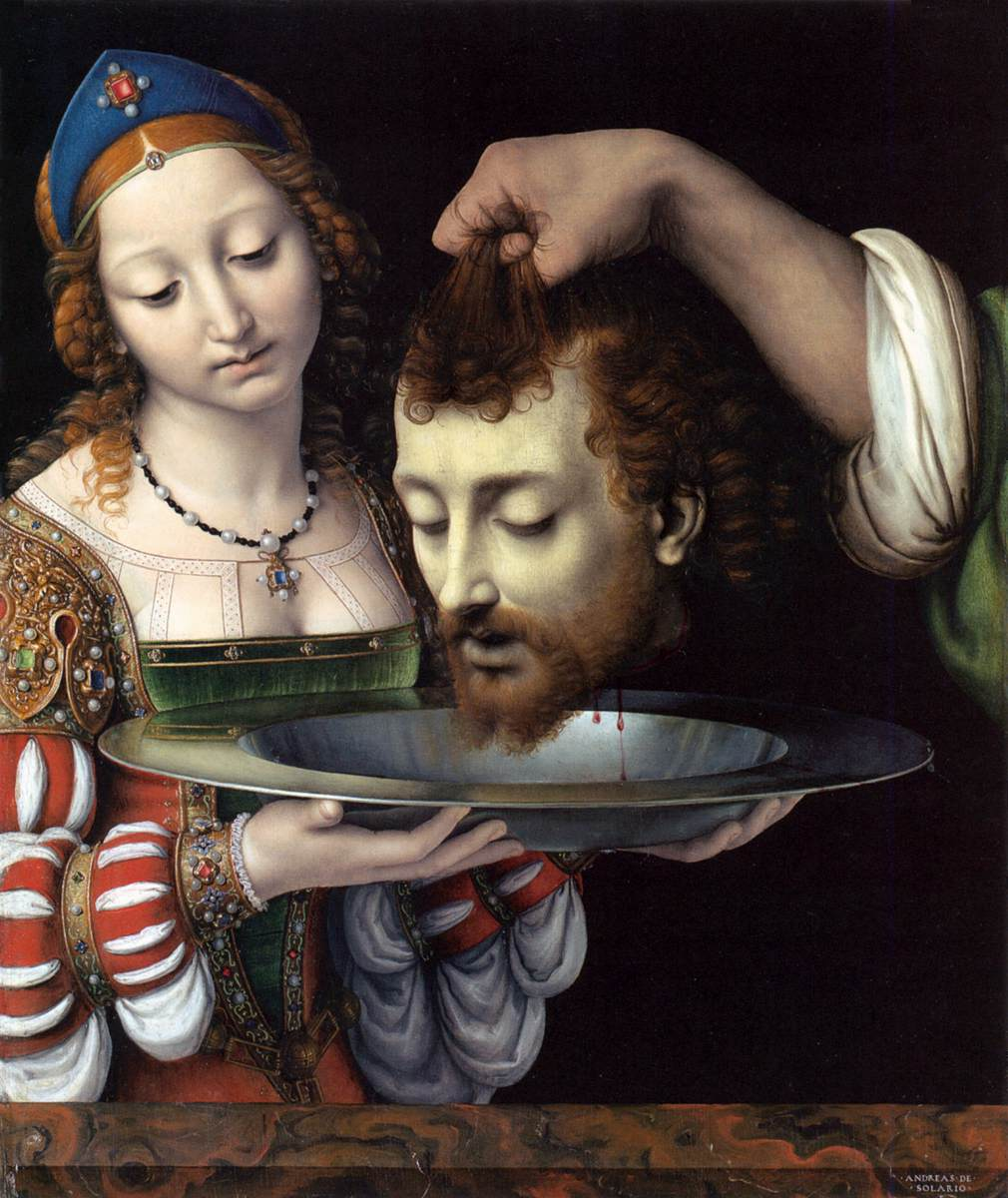
Salomè con la testa del Battista, Metropolitan Museum of Art di New York

Fra i lavori della maturità ebbe particolare importanza il soggetto di Salomè con la testa del Battista, di cui ci sono giunte le versioni, con varianti, oggi al Kunsthistorisches Museum di Vienna, al Metropolitan Museum di New York e alla Galleria Sabauda di Torino. Nella versione di New York, la sensuale bellezza di Salomè, e lo sfarzo del suoi gioielli e della ricercatissima veste contrastano con la macabra spoglia gocciolante di sangue, retta dal rozzo braccio del carnefice. All'epoca ebbe una immediata fortuna, e nell'ambiente dei leonardeschi venne replicato numerose volte da Luini, Giampietrino, Cesare da Sesto e altri.
La sua ultima opera, rimasta incompiuta per la morte (1524) è il monumentale trittico con l'Assunzione per la sacrestia della Certosa di Pavia, tuttora in loco, ispirata all'analogo polittico dipinto da Bernardino Luini per l'abbazia di Bobbio e completato solo nell'ultimo quarto del XVI secolo da Bernardino Campi, che eseguì il paesaggio del pannello centrale e due coppie di santi certosini a mezzobusto oggi al Museo del Castello Sforzesco di Milano.

## Dipinti

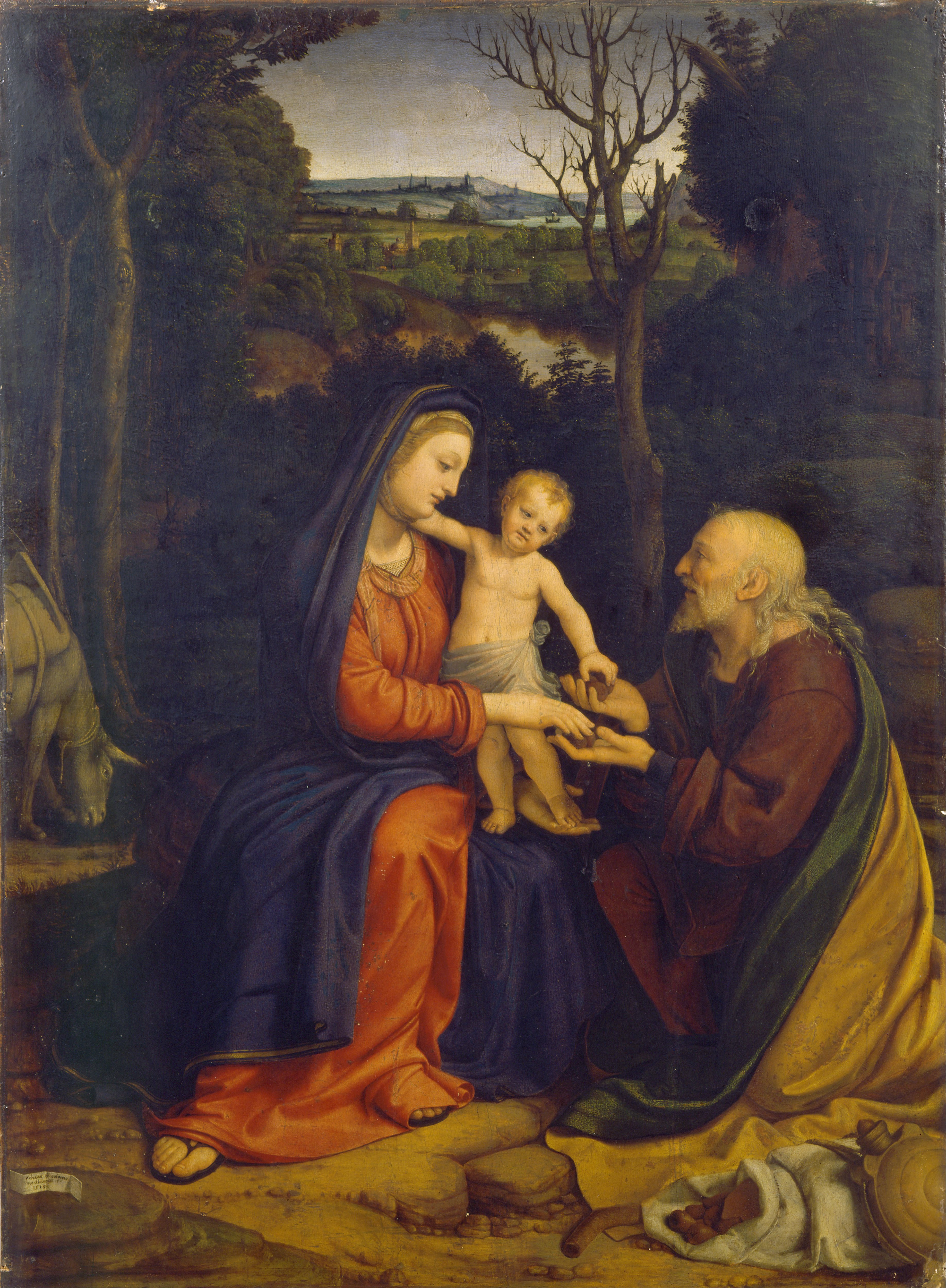
Riposo durante la fuga in Egitto, (Milano, Museo Poldi Pezzoli) 1515

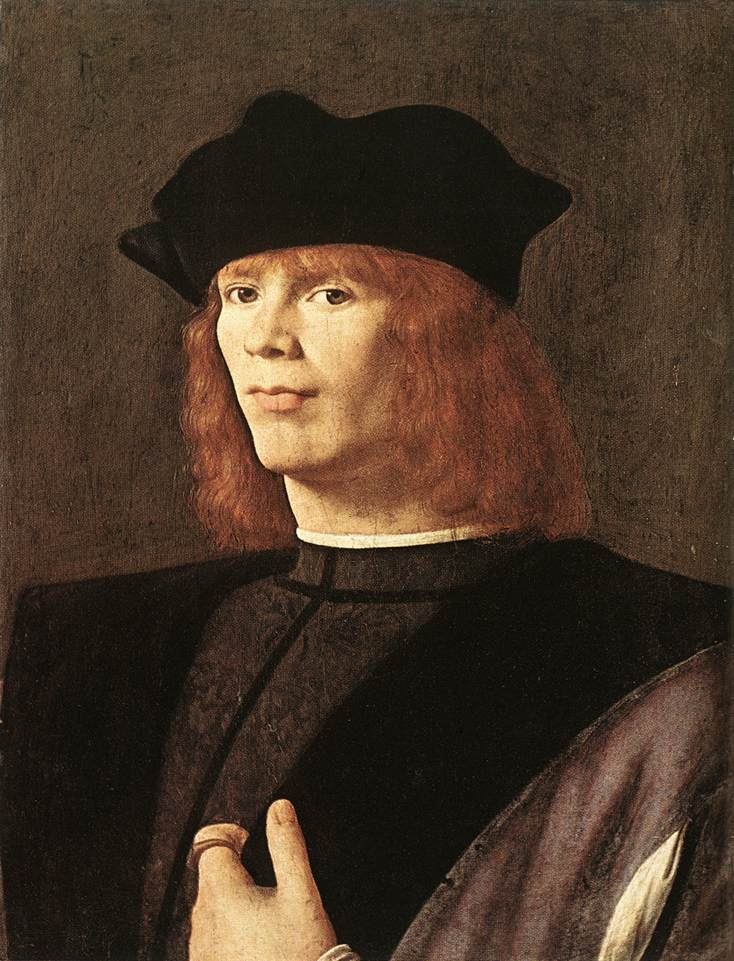
Ritratto di uomo, 1500 circa.

- Ritratto di giovane uomo (1490 circa), Olio su tavola, 31x28 cm, Madrid, Museo Thyssen-Bornemisza
- Madonna con Bambino (1495 circa), Olio su tavola, 30,5x27 cm, Milano, Museo Poldi Pezzoli
- Madonna dei garofani (1495), Tempera e olio su tavola, 77x64 cm, Milano, Pinacoteca di Brera
- Ritratto d'uomo con garofano rosa (1495 circa), Olio su tavola, 50x39 cm, Londra, National Gallery
- Cristo che porta la croce e un certosino in preghiera (1495-1500 circa), Olio su tavola, 34x26 cm, Brescia, Pinacoteca Tosio Martinengo
- Ritratto d'uomo (1497 circa), Olio su tavola, 48 x 38 cm, Boston, Museum of Fine Arts.
- Ritratto di uomo (1500 circa), Olio su tavola, 42x32 cm, Milano, Pinacoteca di Brera
- Cristo coronato di spine, 1500-1505 circa, olio su tavola, 39x31 cm, Bergamo, Accademia Carrara
- Crocifissione (1503), Olio su tavola, 111 cm x 77 cm, Parigi, Musée du Louvre
- Ritratto di Giovanni Cristoforo Longoni, 1505, olio su tavola, 79x60,5 cm, Londra, National Gallery
- Ecce Homo (1505-1506 circa), Olio su tavola, 43x33 cm, Milano, Museo Poldi Pezzoli
- Compianto su Cristo morto (1505-1507 circa), Olio su tavola, 168x152 cm, Washington, National Gallery of Art
- Ecce Homo (Cristo coronato di spine), (1500 circa), Olio su tavola, 54x38 cm, Assisi, Galleria d'Arte Contemporanea della Pro Civitate Christiana
- Ecce Homo (1505-1507 circa), Olio su tavola, 57x44 cm, Oxford, Ashmolean Museum
- Ecce Homo (1505-1510 circa), Olio su tavola 61.8×50.2 cm Varsavia, National Museum
- Ecce Homo (1505-1510 circa), Olio su tavola, 61x50 cm, Brescia, collezione privata
- Salomè con la testa di Giovanni Battista (1506-1507), Olio su tavola, New York, Metropolitan Museum of Art
- Ritratto di Carlo II d'Amboise (1507 circa), Olio su tela, 75x52 cm, Parigi, Musée du Louvre
- Testa di Giovanni Battista (1507), Olio su tavola, 46x43 cm, Parigi, Musée du Louvre
- Madonna del cuscino verde (1507 circa), Olio su tavola, 59x48 cm, Parigi, Musée du Louvre
- Cristo flagellato e incoronato di spine (1509 circa), Olio su tavola, 63x45 cm, Filadelfia, Philadelphia Museum of Art
- Madonna con Bambino (1509 circa), Olio su tavola, 27,2x27,9 cm, Milano, Museo Poldi Pezzoli
- Compianto sul Cristo morto (1509 circa), Olio su tavola, Parigi, Musée du Louvre.
- La suonatrice di liuto (1510 circa), Olio su tavola, 65x52 cm, Roma, Palazzo Barberini, Galleria Nazionale d'Arte Antica
- Cristo portacroce (1510-1511 circa), Tempera e olio su tavola, 58 x 67 cm, Roma, Galleria Borghese.
- San Gerolamo nel deserto, 1510-1515 circa, olio su tavola, 69x543 cm, County Durham, Bowes Museum
- San Giovanni Battista; Sant'Antonio Abate, 1512, olio su tavola, 16x13 cm ciascuna, Milano, Museo Poldi Pezzoli
- Cristo portando la croce, 1513, olio su tavola, 45,5 x 34 cm, Nantes, musée des Beaux-Arts
- Riposo durante la fuga in Egitto (1515), Olio su tavola, 76 x 55 cm, Milano, Museo Poldi Pezzoli
- Salomè riceve la testa di Giovanni Battista (1520-1524 circa), Olio su tavola, 58,5x57,5 cm, Vienna, Kunsthistorisches Museum
- Cristo benedicente, 1524 circa, olio su tavola, 203x130 cm, New York, Metropolitan Museum
- Assunzione della Vergine, 1524, tempera e olio su tavola, 374x217 cm (completata nel 1576 da Bernardino Campi), Certosa di Pavia[12]
- Cleopatra (?), Olio su tela, collezione privata.
- Ecce Homo (?), Olio su tavola, Bergamo, Accademia Carrara.